# مسجد العارف بالله
مسجد العارف بالله واحد من أهم المساجد الإسلامية في محافظة سوهاج، يرجع تاريخه إلى القرن الثامن الهجري وقد أعيد بناؤه في عهد الرئيس الراحل جمال عبد الناصر عام 1968م. وتم تجديده عام 1993م.

## تسميته
العارف بالله هو لقب أطلق عليه، أما الاسم الحقيقي له فهو إسماعيل بن علي بن عبد السميع بن عبد العال اليماني الملقّب بحسين أبو طاقية والملقب أيضا بفحل الرجال وولد بقرية دندرة بقنا في يوم 4 ذي القعدة سنه 724 هجرية، ثم انتقل إلى سوهاج، وهو من عائلة الأشراف وله أشقاء ثلاثة هم: الشريف عبد الظاهر، وشهاب الدين، والشيخ عبد الكريم ولكل منهم مقام بقنا.

## تكوينه
مسجد سيدي العارف بالله تبلغ مساحته حوالي سبعة آلاف متر مربع له مئذنتان كبيرتان بينهما «شخشيخة» ضخمة، ويوجد في جناح ملحق به ضريح العارف بالله، تقصده الناس من جميع المحافظات، وللضريح مدخلان أحدهما من الخارج للرجال والآخر من الداخل للنساء. ويوجد بجوار المسجد قبر مراد بك حاكم جرجا، أيام دولة المماليك.

## صور

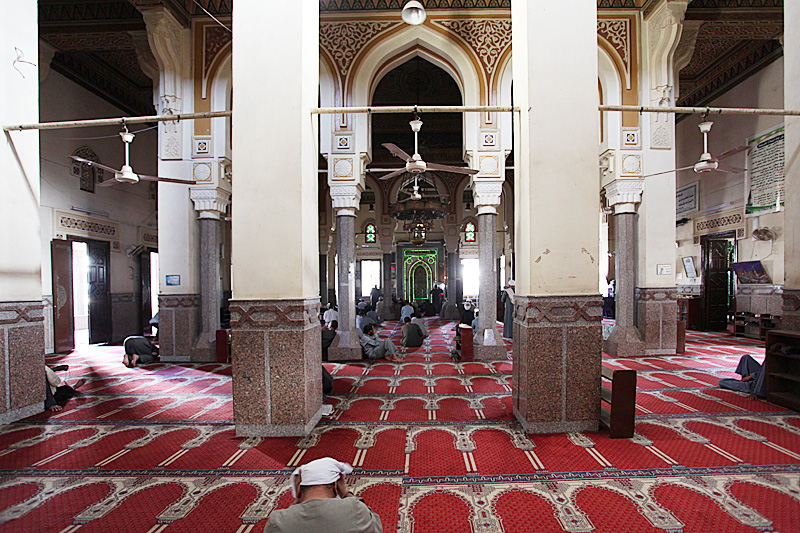
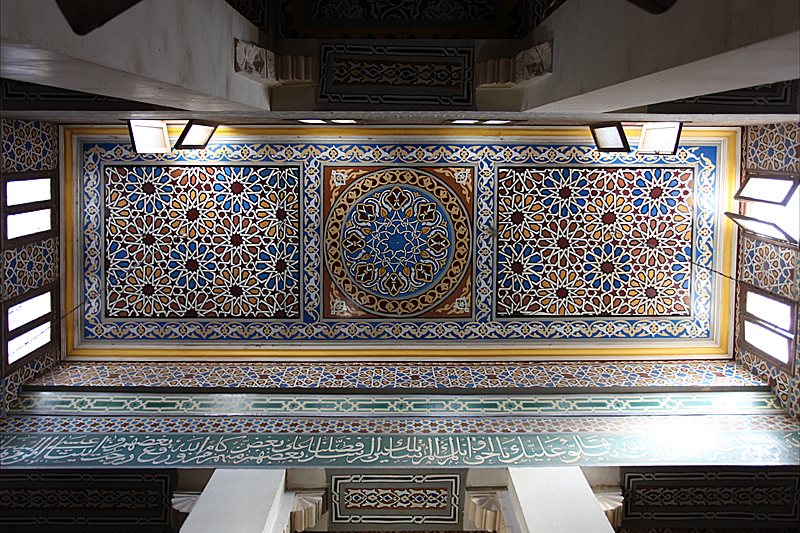
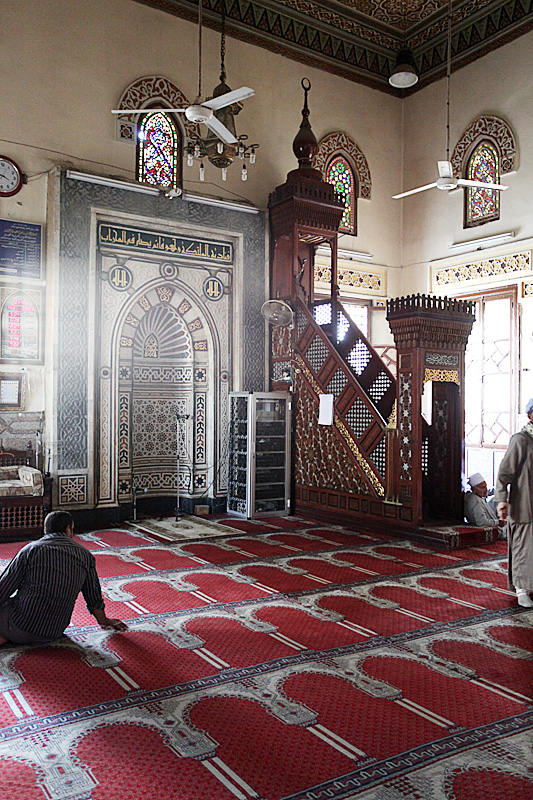
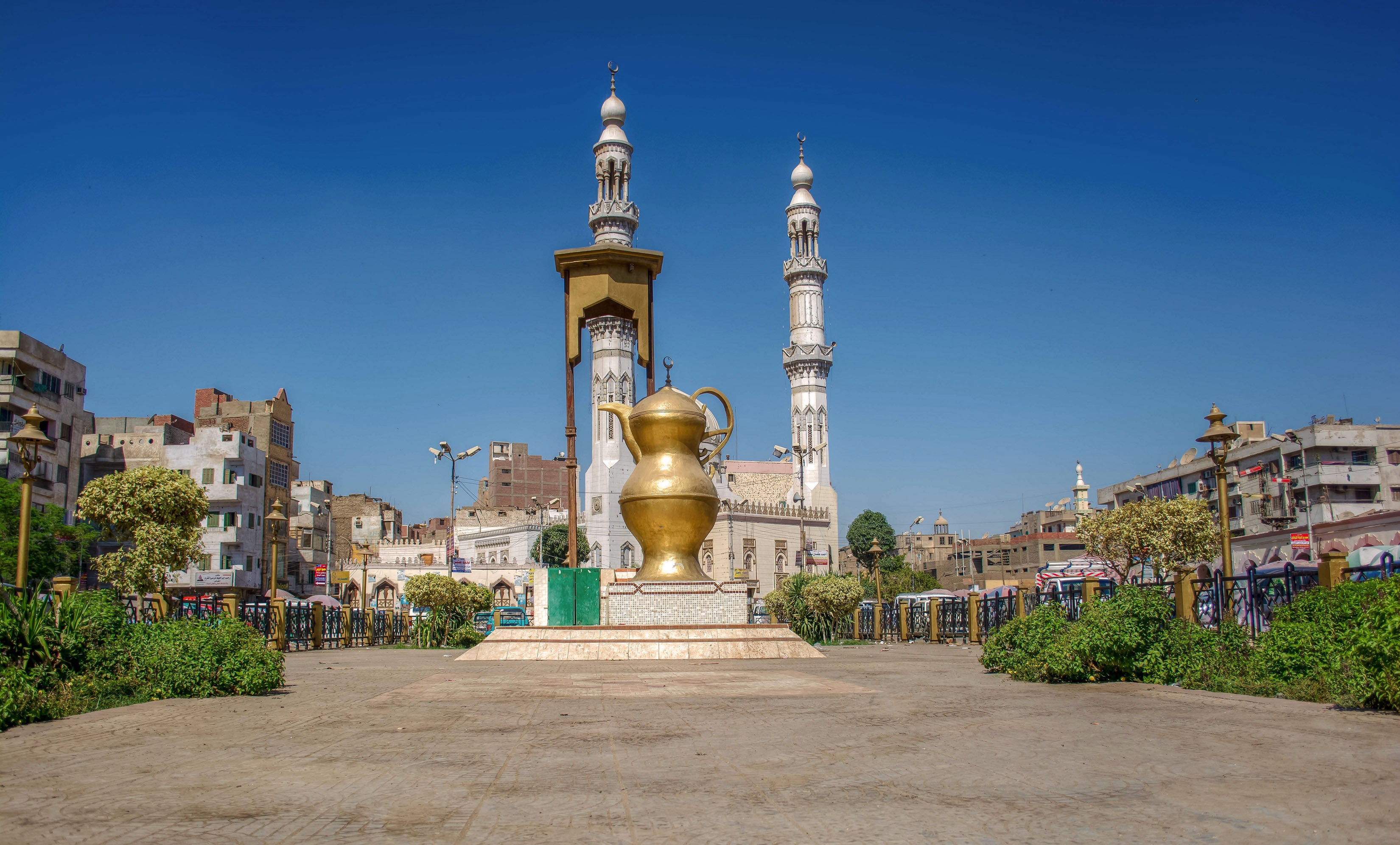